# Рыбарикова, Магдалена
Магдалена Рыбарикова (словац. Magdaléna Rybáriková; родилась 4 октября 1988 года в Пьештянах, Чехословакия) — словацкая профессиональная теннисистка; полуфиналистка одного турнира Большого шлема в одиночном разряде (Уимблдон-2017); полуфиналистка одного турнира Большого шлема в парном разряде (Уимблдон-2014); победительница пяти турниров WTA (четыре — в одиночном разряде); финалистка одного юниорского турнира Большого шлема в одиночном разряде (Уимблдон-2006).

## Общая информация
Магдалена — младшая из трёх детей Антона Рыбарика и Марии Рыбариковой; её брата зовут Филип, а сестру Нада.
Рыбарикова-младшая начала заниматься теннисом в восемь лет, а в 15 переехала в Братиславу в Национальный Теннисный Центр. Тренером словачки является Петер Хубер, также она работает со специалистом по физподготовке Кристианом Цупаком.
Игровой стиль
Стиль игры Рыбариковой не очень типичен для сегодняшнего женского тенниса. Она как бы возвращает нас в прошлую эпоху, предпочитая агрессивный теннис, с частыми выходами к сетке. Магдалена обладает сильной первой подачей (для неё не редкость сделать более десяти эйсов за матч), мощным форхэндом и отличной игрой слёта. Слева предпочитает резаный удар, но и активные действия с бэкхенда нередки. Сильным оружием в её руках является и укороченный удар.
Однако, в стабильности ей далеко до идеала. Слишком большое количество ошибок очень часто приводят к обидным поражениям.
Рыбарикова предпочитает быстрые покрытия: траву и хард. Лучшим своим ударом Магдалена считает подачу.

## Спортивная карьера

### Ранние годы
Дебютные матчи на профессиональных соревнованиях Магдалена Рыбарикова провела в 2004 году, а уже в 2005-м выиграла свои первые турниры Международной федерации тенниса (ITF). В том же сезоне дебютировала в сборной в розыгрыше Кубка Федерации.
Год спустя она помогла команде Словакии занять одно из первых мест в Европейско-Африканской группе и, победив таиландок, перейти во Вторую Мировую группу.
В 2006 году Магдалена достигла финала юниорского Уимблдона, обыграв по ходу таких известных ныне теннисисток, как Алиса Клейбанова и Тамира Пашек. В решающем матче она уступила в трех сетах 6:3 1:6 3:6 Каролине Возняцки, которая через четыре года будет второй ракеткой мира.

### 2008—2009

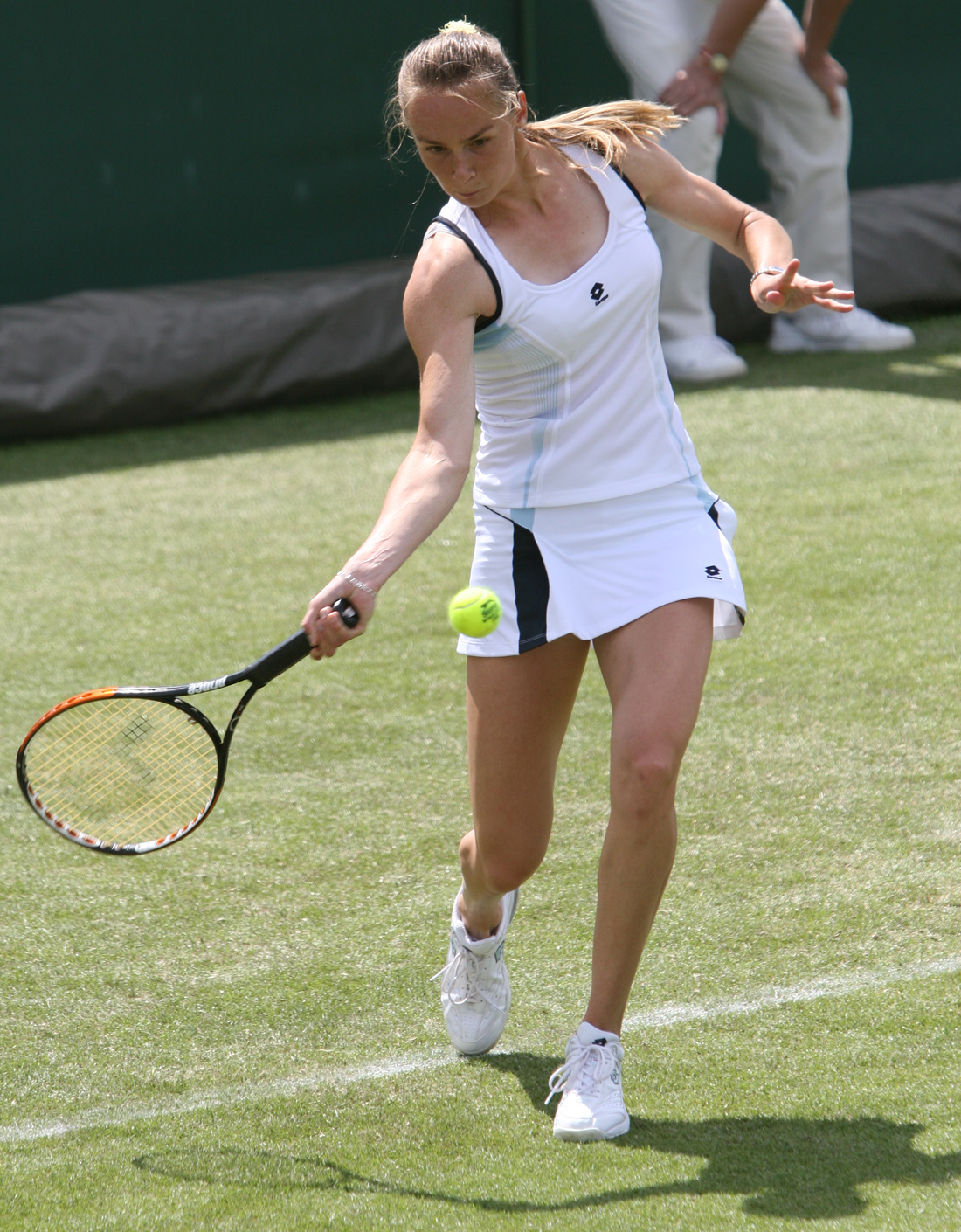
Магдалена на Уимблдоне (2008)

В 2008 го]у, выиграв весной ещё два турнира ITF, Рыбарикова пробилась сквозь сито квалификационных соревнований в основную сетку Открытого чемпионата Франции, где во втором круге проиграла Динаре Сафиной. Осенью, после третьего за год финала турнира ITF, впервые вошла в сотню лучших теннисисток мира.
На Открытом чемпионате США Магдалена добралась до третьего раунда, разгромив Хиселу Дулко 6:4 6:0 и Тамиру Пашек 6:1 6:2. А в конце года достигла своего первого полуфинала турнира WTA — это произошло в Ташкенте.
В итоге Рыбарикова завершила сезон на 58-м месте в табели о рангах.
В начале 2009 года она вышла в полуфинал в австралийском Хобарте (уверенно победив 13-ю ракетку мира Флавию Пеннетту 7:5 6:3) и Паттайе (одолев 12-ю в рейтинге Каролину Возняцки 6:4 6:1).
А в июне в Бирмингеме на любимом травяном покрытии Магдалена завоевала свой первый титул WTA, в решающем матче сломив сопротивление китаянки Ли На 6:0 7:6. Благодаря этому достижению, словацкая теннисистка получила право участвовать на итоговом чемпионате года среди победительниц турниров серии WTA International, где ей не удалось преодолеть групповой этап.
На Открытом Чемпионате США Магдалена вновь пробивалась в третий круг, где её смогла остановить лишь Винус Уильямс, а на крупном турнире категории Premier Mandatory в Токио Рыбарикова достигла 1/4 финала, разгромив по пути Надежду Петрову 6:2 6:2. Сезон она закончила на 46-м месте в рейтинге

### 2010—2013
2010 год Магдалена начала не лучшим образом, имея в своём активе лишь один четвертьфинал. Зато в апреле Рыбарикова, выступавшая в паре с Даниэлой Гантуховой, принесла сборной Словакии решающее очко в матче Кубка Федерации с командой Сербии и обеспечила ей участие на будущий год в Первой мировой группе. В сентябре в Ташкенте она вышла в первый в карьере финал турнира WTA в парах, а меньше чем через месяц дошла до полуфинала в Осаке, но в одиночном разряде так и не смогла пробиться дальше третьего круга ни в одном из турниров WTA, в которых участвовала.
В январе 2011 года Рыбарикова дошла до третьего круга Открытого чемпионата Австралии в паре с Александрой Дулгеру, поднявшись на 62 место в рейтинге теннисисток, выступающих в парном разряде, а менее чем через месяц выиграла в Мемфисе второй в карьере турнир в одиночном разряде. Занимая в рейтинге 105-е место, она за турнир обыграла трёх соперниц из первой сотни, в том числе посеянных восьмой и шестой. Ещё один успех был достигнут на турнире ITF в Праге в мае, где посеянная четвёртой Рыбарикова стала победительницей, обыграв в финале десятую ракетку мира, будущую чемпионку Уимблдона Петру Квитову. На Уимблдоне, в матче против Виктории Азаренко, Магдалена получила очень неприятную травму колена, которая вывела её из строя на 2 месяца (первое время ей пришлось передвигаться на костылях). Лишь к сентябрю словацкая теннисистка сумела восстановиться и набрать форму: в китайском Гуанчжоу Рыбарикова вышла в третий за карьеру финал турнира WTA, но уступила в нём соседке по рейтингу Шанель Схеперс.
Оступившись уже в первом круге Открытого чемпионата Австралии 2012 года, Рыбарикова сразу после этого дошла до финала турнира-стотысячника цикла ITF в США. В апреле на Гран-при Будапешта, выступая с Жанеттой Гусаровой, она завоевала свой первый титул WTA в парном разряде. Однако в середине грунтового сезона вновь травмы выбили её из строя. На Открытом чемпионате Франции и Уимблдонском турнире она выходила недолеченной и проигрывала в первом круге (в Париже снялась в середине матча), но в августе пришла в себя и в отличном стиле завоевала третий за карьеру титул WTA на турнире в Вашингтоне, где ей удалось переиграть трёх посеянных соперниц (в финале россиянку Анастасию Павлюченкову 6:1 6:1). После этого, пробившись через квалификационный отбор, она вышла во второй круг Открытого чемпионата США и в итоге завершила четвёртый за карьеру сезон в сотне сильнейших теннисисток мира.
В начале 2013 года Магда начала сотрудничество с тренером Петером Хубером и это принесло свои плоды. Правда, начало сезона получилось неудачным. На Открытом Чемпионате Австралии она в упорнейшем матче проиграла испанке Мугурусе 6:3 1:6 12:14. Однако затем неплохо сыграла в Париже, а в Мемфисе дошла до полуфинала. На крупнейших американских турнирах в Майами и Индиан Уэллсе ей удалось пробиться в третий круг, особенно заметной была победа над отлично играющей в то время немкой Моной Бартель 6:3 7:6. Грунтовый сезон получился неудачным, но на Открытом чемпионате Франции Рыбарикова сыграла неплохо, уверенно пройдя первый круг и навязав упорную борьбу во втором россиянке Светлане Кузнецовой. На своей любимой траве Магда начала удачно, дойдя до полуфинала турнира в Бирмингеме, по пути обыграв игрока топ-20 Кирстен Флипкенс, однако затем обидно уступила юной хорватке Донне Векич трех сетах. Дальше вновь случились неприятности со здоровьем: на турнире в Голландии словачка травмировала спину и к Уимблдону подошла не полностью готовой, опять проиграв там в первом круге.
Начало американской серии так же не сложилось, но затем Рыбарикова выдала лучший период в карьере: завоевала свой четвёртый титул на турнире в Вашингтоне, по пути обыграв игрока топ-10 Анжелику Кербер (это первая победа над игроком десятки на ВТА-уровне) 7:6 3:6 6:3, а в финале в драматичном матче разобралась с немкой Андреей Петкович 6:4 7:6 (в первом сете Магда уступала 0:4). Следом, на турнире в Торонто словацкая теннисистка вышла во второй в карьере четвертьфинал турнира 1-й категории, опять одолев игрока топ-10 — Марион Бартоли. Через несколько дней, в Цинциннати Рыбарикова пробилась в третий круг, по пути отыгравшись у француженки Ализе Корне со счёта 3:6 2:5*, но затем уступила Виктории Азаренко. Эта удачная серия не могла не сказаться и к ЮС Опен Магдалена подошла уставшей, проиграв в первом круге. Осенью Магда неплохо выступила в Токио, в третий раз за сезон победив бельгийку Кирстен Флипкенс 6:2 6:3, а на Кубке Кремля завершила этот год, дойдя до второго круга, где снялась из-за простуды в матче против героини этого сезона румынки Симоны Халеп.
В итоге 2013 год оказался самым успешным в карьере Магдалены. Она завоевала титул и выиграла множество матчей на крупных турнирах, не преуспев лишь в турнирах Большого шлема. В рейтинге Рыбарикова завершила сезон на 38-м месте.

### 2014—2016
В 2014 году на счету Рыбариковой был только один проигранный финал в одиночном разряде (на премьер-турнире в Нью-Хейвене, где она победила вторую ракетку мира Симону Халеп, а затем проиграла бывшей соотечественнице Петре Квитовой, занимавшей в рейтинге четвёртое место); этого не хватило для того, чтобы завершить сезон в топ-50, хотя Магдалена была к такому результату максимально близка. Она также добилась высшего в карьере успеха в парах, став полуфиналисткой Уимблдонского турнира. Уже в первом круге Рыбарикова и Андреа Петкович вывели из борьбы третью пару турнира Квета Пешке-Катарина Среботник, а в дальнейшем переиграли также 16-ю и 10-ю посеянные пары, прежде чем оступились в матче с 14-й парой турнира Тимея Бабош-Кристина Младенович. Хотя Рыбарикова провела за год только пять турниров в парном разряде, успех на Уимблдоне обеспечил ей самый успешный финиш сезона в парном разряде за карьеру — на 66-м месте.
В 2015 году на счету Рыбариковой не оказалось ни одного финала в турнирах WTA — её лучшим результатом стал выход в полуфинал в Стамбуле. В турнирах Большого шлема наибольшим успехом Рыбариковой стал третий круг на Уимблдоне, где она впервые не проиграла в первом же матче. Во втором круге ей удалось вывести из борьбы посеянную восьмой Екатерину Макарову, но вслед за этим она уступила пробившейся из квалификации Ольге Говорцовой. Этих результатов хватило Рыбариковой, чтобы снова остаться по итогам года в первой сотне рейтинга, хотя и далеко от топ-50. В парах же она снова играла немного, ни разу не проходила дальше второго круга, и закономерным итогом стало возвращение в середину второй сотни рейтинга в конце сезона.
Сезон 2016 года оказался для Рыбариковой коротким, закончившись сразу после Уимблдона. Её высшим достижением в этом году стал четвертьфинал на премьер-турнире в Индиан-Уэллсе, куда словацкая теннисистка, занимавшая в рейтинге 97-е место, попала после побед над восьмой и десятой ракетками мира (Белинда Бенчич и Роберта Винчи соответственно), прежде чем проиграть будущей чемпионке Виктории Азаренко со счётом 6-0, 6-0; такой односторонний счёт был результатом травмы, полученной Рыбариковой по ходу игры. На Открытом чемпионате Австралии Рыбарикова выбыла из борьбы во втором круге, на Открытом чемпионате Франции и Уимблдонском турнире — в первом.

### 2017—2020
2017 год Рыбарикова, занимавшая в рейтинге место в конце второй сотни, начала с выступлений в турнирах ITF. В начале мая она выиграла в Японии два турнира этого цикла подряд с призовым фондом в 60 и 80 тысяч долларов, а в июне добавила к этим победам два титула на турнирах-стотысячниках в Англии, на первом из которых переиграла четырёх сеяных соперниц, а на втором — трёх. На Уимблдоне словацкая теннисистка пробилась в первый в своей одиночной карьере полуфинал турнира Большого шлема, одержав победу над тремя соперницами из топ-50 рейтинга, включая третью ракетку мира Каролину Плишкову, и уступила лишь будущей чемпионке Гарбинье Мугурусе. После Уимблдона Рыбарикова поднялась в рейтинге на 33-е место. Хотя её игра после этого не отличалась стабильностью, до конца сезона она успела ещё выйти в финал турнира WTA в Линце и закончила год на рекордной для себя 20-й позиции в рейтинге.
На Открытом чемпионате Австралии 2018 года Магдалена достигла своего наивысшего результата в карьере на кортах Мельбурна, дойдя до четвёртого раунда, где уступила только сеяной под вторым номером Каролине Возняцки — будущей чемпионке. В марте словацкая теннисистка достигла в рейтинге 17-го места. Позже она впервые в карьере дошла до третьего круга в Открытом чемпионате Франции. Основным успехом Рыбариковой в 2018 году стал выход в финал премьер-турнира в Бирмингеме. В пяти турах словачка трижды играла с соперницами из Чехии. Сломив сопротивление третьей ракетки турнира Каролины Плишковой в первом раунде, она затем в полуфинале обыграла Барбору Стрыцову, но в финале её остановила посеянная четвёртой Петра Квитова. Потерпев поражение в первом круге Открытого чемпионата США, Рыбарикова, однако, до конца года не выиграла больше ни одного матча и окончила его на 49-м месте в рейтинге.
В апреле 2019 года Рыбарикова принимала участие в турнире в Монтеррее, где в полуфинале в двух сетах проиграла будущей победительнице Гарбинье Мугурусе. В июне она дошла до финала турнира ITF с призовым фондом 100 тысяч долларов (уступила в трёх сетах Алисон Риск). К июлю опустилась в рейтинге во вторую сотню и после поражения в первом раунде квалификации к Открытому чемпионату США завершила сезон досрочно, а в следующем году не приняла участия ни в одном турнире. В октябре 2020 года официально объявила о завершении игровой карьеры.

## Место в рейтинге по итогам сезона WTA
| Год  | Одиночный рейтинг | Парный рейтинг |
| 2019 | 173               | 869            |
| 2018 | 49                | 175            |
| 2017 | 20                | 401            |
| 2016 | 156               | 239            |
| 2015 | 77                | 160            |
| 2014 | 51                | 66             |
| 2013 | 38                | 130            |
| 2012 | 62                | 156            |
| 2011 | 72                | 112            |
| 2010 | 104               | 78             |
| 2009 | 45                | 134            |
| 2008 | 58                | 265            |
| 2007 | 279               |                |
| 2006 | 330               |                |
| 2005 | 302               |                |
| 2004 | 924               |                |

## Выступления на турнирах

### Финалы турнировWTAв одиночном разряде (8)

#### Победы (4)
| Легенда:                   |
| -------------------------- |
| Турниры Большого шлема (0) |
| Олимпиада (0)              |
| Итоговый турнир WTA (0)    |
| Premier Mandatory (0)      |
| Premier 5 (0)              |
| Premier (0)                |
| International (4+1)*       |

| Титулы по покрытиям | Титулы по месту проведения матчей турнира |
| ------------------- | ----------------------------------------- |
| Хард (3)*           | Зал (1)                                   |
| Грунт (0+1)         | Зал (1)                                   |
| Трава (1)           | Открытый воздух (3+1)                     |
| Ковёр (0)           | Открытый воздух (3+1)                     |

* количество побед в одиночном разряде + количество побед в парном разряде.
| №  | Дата            | Турнир                    | Покрытие   | Соперник в финале      | Счёт        |
| 1. | 14 июня 2009    | Бирмингем, Великобритания | Трава      | Ли На                  | 6-0 7-6(2)  |
| 2. | 19 февраля 2011 | Мемфис, США               | Хард (зал) | Ребекка Марино         | 6-2 — отказ |
| 3. | 4 августа 2012  | Вашингтон, США            | Хард       | Анастасия Павлюченкова | 6-1 6-1     |
| 4. | 4 августа 2013  | Вашингтон, США (2)        | Хард       | Андреа Петкович        | 6-4 7-6(2)  |

#### Поражения (4)
| №  | Дата             | Турнир                    | Покрытие   | Соперница в финале | Счёт        |
| 1. | 24 сентября 2011 | Гуанчжоу, Китай           | Хард       | Шанель Схеперс     | 2-6 2-6     |
| 2. | 24 августа 2014  | Нью-Хэйвен, США           | Хард       | Петра Квитова      | 4-6 2-6     |
| 3. | 15 октября 2017  | Линц, Австрия             | Хард (зал) | Барбора Стрыцова   | 4-6 1-6     |
| 4. | 24 июня 2018     | Бирмингем, Великобритания | Трава      | Петра Квитова      | 6-4 1-6 2-6 |

### Финалы турнировITFв одиночном разряде (17)

#### Победы (9)
| Легенда:                  |
| ------------------------- |
| 100.000 USD (3+1)*        |
| 80.000 (75.000)** USD (1) |
| 60.000 (50.000)** USD (2) |
| 25.000 USD (2)            |
| 15.000 (10.000)** USD (1) |

** призовой фонд до 2017 года
| Титулы по покрытиям | Титулы по месту проведения матчей турнира |
| ------------------- | ----------------------------------------- |
| Хард (3+1)*         | Зал (1)                                   |
| Грунт (3)           | Зал (1)                                   |
| Трава (2)           | Открытый воздух (8+1)                     |
| Ковёр (1)           | Открытый воздух (8+1)                     |

* количество побед в одиночном разряде + количество побед в парном разряде.
| №  | Дата             | Турнир                   | Покрытие   | Соперница в финале | Счёт       |
| 1. | 3 апреля 2005    | Каир, Египет             | Грунт      | Сара Рааб          | 6-1 6-3    |
| 2. | 11 сентября 2005 | Местре, Италия           | Грунт      | Кира Надь          | 6-2 7-5    |
| 3. | 22 марта 2008    | Всеволожск, Россия       | Хард (зал) | Анна Лапущенкова   | 6-4 6-2    |
| 4. | 5 апреля 2008    | Патры, Греция            | Хард       | Энн Кеотавонг      | 6-3 7-5    |
| 5. | 15 мая 2011      | Прага, Чехия             | Грунт      | Петра Квитова      | 6-3 6-4    |
| 6. | 7 мая 2017       | Гифу, Япония             | Хард       | Чжу Линь           | 6-2 6-3    |
| 7. | 14 мая 2017      | Фукуока, Япония          | Ковёр      | Чан Су Джон        | 6-2 6-3    |
| 8. | 11 июня 2017     | Сербитон, Великобритания | Трава      | Хезер Уотсон       | 6-4 7-5    |
| 9. | 25 июня 2017     | Илкли, Великобритания    | Трава      | Алисон ван Эйтванк | 7-5 7-6(3) |

#### Поражения (8)
| №  | Дата            | Турнир                   | Покрытие    | Соперница в финале | Счёт              |
| 1. | 27 марта 2005   | Айн-Сухна, Египет        | Грунт       | Моника Никулеску   | 3-6 4-6           |
| 2. | 14 августа 2005 | Хехинген, Германия       | Грунт       | Кирстен Флипкенс   | 4-6 3-6           |
| 3. | 18 февраля 2007 | Прага, Чехия             | Ковёр (зал) | Петра Квитова      | 5-7 6-7(2)        |
| 4. | 9 декабря 2007  | Пршеров, Чехия           | Хард (зал)  | Петра Квитова      | 5-7 3-6           |
| 5. | 10 августа 2008 | Монтеррей, Мексика       | Хард        | Ярослава Шведова   | 4-6 1-6           |
| 6. | 2 октября 2010  | Нинбо, Китай             | Хард        | Альберта Брианти   | 4-6 4-6           |
| 7. | 12 февраля 2012 | Мидленд, США             | Хард (зал)  | Ольга Говорцова    | 3-6 7-6(6) 6-7(5) |
| 8. | 9 июня 2019     | Сербитон, Великобритания | Трава       | Алисон Риск        | 7-6(5) 2-6 2-6    |

### Финалы турнировWTAв парном разряде (2)

#### Победа (1)
| №  | Дата       | Турнир            | Покрытие | Партнёрша        | Соперницы в финале             | Счёт    |
| 1. | 5 мая 2012 | Будапешт, Венгрия | Грунт    | Жанетта Гусарова | Ева Бирнерова Михаэлла Крайчек | 6-4 6-2 |

#### Поражение (1)
| №  | Дата             | Турнир              | Покрытие | Партнёрша          | Соперницы в финале              | Счёт    |
| 1. | 25 сентября 2010 | Ташкент, Узбекистан | Хард     | Александра Дулгеру | Александра Панова Татьяна Пучек | 3-6 4-6 |

### Финалы турнировITFв парном разряде (1)

#### Победа (1)
| №  | Дата           | Турнир             | Покрытие | Партнёрша     | Соперницы в финале         | Счёт           |
| 1. | 9 августа 2008 | Монтеррей, Мексика | Хард     | Елена Панджич | Моника Адамчак Мелани Саут | 4-6 6-4 [10-8] |

## История выступлений на турнирах
| Турнир                          | 2007          | 2008          | 2009   | 2010  | 2011  | 2012  | 2013  | 2014  | 2015  | 2016  | 2017   | 2018  | 2019  | Итог   | В/П за карьеру |
| ------------------------------- | ------------- | ------------- | ------ | ----- | ----- | ----- | ----- | ----- | ----- | ----- | ------ | ----- | ----- | ------ | -------------- |
| Турниры Большого шлема          |               |               |        |       |       |       |       |       |       |       |        |       |       |        |                |
| Открытый чемпионат Австралии    | -             | -             | 1Р     | 1Р    | 1Р    | 1Р    | 1Р    | 2Р    | 2Р    | 2Р    | -      | 4Р    | 1Р    | 0 / 10 | 6-10           |
| Открытый чемпионат Франции      | -             | 2Р            | 2Р     | 2Р    | 1Р    | 1Р    | 2Р    | 2Р    | 2Р    | 1Р    | 2Р     | 3Р    | 1Р    | 0 / 12 | 9-12           |
| Уимблдонский турнир             | К             | 1Р            | 1Р     | 1Р    | 1Р    | 1Р    | 1Р    | 1Р    | 3Р    | 1Р    | 1/2    | 1Р    | 2Р    | 0 / 12 | 8-12           |
| Открытый чемпионат США          | -             | 3Р            | 3Р     | 1Р    | 1Р    | 2Р    | 1Р    | 1Р    | 1Р    | -     | 3Р     | 1Р    | К     | 0 / 10 | 7-10           |
| Итог                            | 0 / 0         | 0 / 3         | 0 / 4  | 0 / 4 | 0 / 4 | 0 / 4 | 0 / 4 | 0 / 4 | 0 / 4 | 0 / 3 | 0 / 3  | 0 / 4 | 0 / 3 | 0 / 44 |                |
| В/П в сезоне                    | 0-0           | 3-3           | 3-4    | 1-4   | 0-4   | 1-4   | 1-4   | 2-4   | 4-4   | 1-3   | 8-3    | 5-4   | 1-3   |        | 30-44          |
| Итоговые турниры                |               |               |        |       |       |       |       |       |       |       |        |       |       |        |                |
| Турнир чемпионок / Трофей элиты | Не проводился | Не проводился | Группа | -     | -     | -     | -     | -     | -     | -     | Группа | -     | -     | 0 / 2  | 1-3            |

К — проигрыш в квалификационном турнире.